# Křtiny
Křtiny est un bourg (městys) du district de Blansko, dans la région de Moravie-du-Sud, en République tchèque. Sa population s'élevait à 832 habitants en 2020.

## Géographie
Křtiny se trouve à 11 km au sud-est de Blansko, à 16 km au nord-ouest de Brno et à 188 km à l'est-sud-est de Prague.
La commune est limitée par Jedovnice au nord et à l'est, par Bukovinka et Bukovina à l'est, par Březina au sud, et par Habrůvka et Rudice à l'ouest.

## Histoire
La première mention écrite de la localité date de 1237.